# Dinh thự Matignon
Dinh thự Matignon là dinh chính thức của Thủ tướng Pháp, nằm ở số 57 phố Varenne thuộc Quận 7 thành phố Paris. Được xây dựng từ năm 1722, dinh thự Matignon đã qua tay nhiều chủ nhân nổi tiếng như Charles-Maurice de Talleyrand-Périgord, Napoléon Bonaparte, Louis XVIII... Trước Thế chiến thứ nhất nơi đây thành đại sứ quán của Đế quốc Áo-Hung. Từ năm 1935, Matignon trở thành dinh Thủ tướng.

## Lịch sử

### Xây dựng
Năm 1670, vua Louis XIV quyết định cải tạo con đường cũ "Chemin du Bois de la Garenne" nối Saint-Germain-des-Prés với khu vực định xây dựng Điện Invalides, chính là phố Varenne ngày nay.
Ngày 30 tháng 9 năm 1719, Christian Louis de Montmorency-Luxembourg, hoàng thân Tingry và về sau trở thành Thống chế Pháp, mua khoảng 3 hecta đất ở đây với giá 91.000 li vơ. Năm 1722, Montmorency-Luxembourg yêu cầu kiến trúc sư Jean Courtonne xây dựng một dinh thự. Nhưng chi phí xây dựng vượt quá dự tính, Montmorency-Luxembourg đành bán lại cho Jacques de Goyon de Matignon và công trình hoàn thành vào năm 1725.
Dinh thự nằm trên một khu đất rộng. Phần chính ngôi nhà, tầng một được bao quanh bởi lan can, gồm hai dãy xây bằng đá. Cổng vào phía phố được trang trí các cây cột, tới một sân được bao bởi hai cánh nhà. Bên phải dành cho chuồng ngựa và bếp. Mặt trước nhô ra thành ba nhịp. Bên phải và bên trái có cầu thang. Tòa nhà giữa có một ban công nhô ra và được trang trí bằng các bức tượng hình sư tử. Tiền sảnh có mái vòm thấp và bên trái là phòng ăn. Phía vườn, bề mặt tòa nhà bao phủ toàn bộ công trình, che khuất hai sân bên trong. Nội thất của dinh thự Matignon sang trọng bậc nhất Paris khi đó.

### Dinh thự Matignon

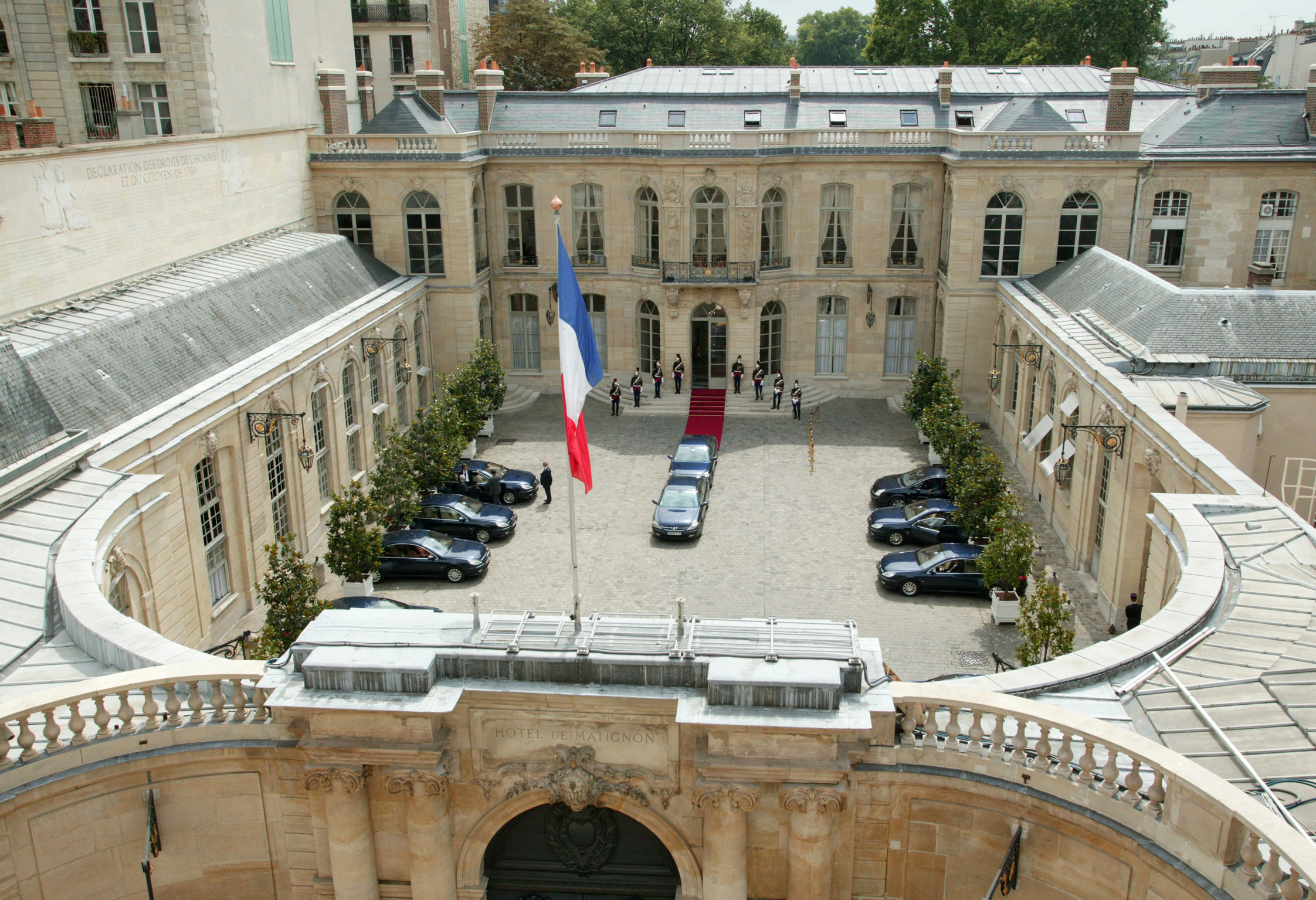
Sân trong của dinh thự Matignon

Năm 1731, vợ của Jacques de Matignon, công chúa Louise-Hippolyte thừa hưởng ngai vàng Monaco. Năm 1734, con trai họ, Honoré III lên ngôi. Trong thời kỳ Cách mạng Pháp, mặc dù là người có những tư tưởng cách mạng, nhưng Honoré III vẫn bị bỏ tù vào ngày 20 tháng 9 năm 1793. Một năm sau Honoré III được tự do nhưng toàn bộ tài sản đã bị niêm phong. Tới các con của Honoré III thì gia sản được trả lại và Matignon được bán cho Anne Eléonore Franchi.
Anne Eléonore Franchi, vốn là vũ nữ chuyên nghiệp, cùng tình nhân là chủ nhà băng người Scotland Quentin Crawford cho bày biện lại dinh thự, biến nơi đây thành trung tâm của các cuộc vui. Năm 1808, Anne Eléonore Franchi và Quentin Crawford nhượng lại dinh thự Matignon cho chính trị gia nổi tiếng Charles-Maurice de Talleyrand-Périgord. Nơi đây biến thành một địa điểm dành cho tiệc tùng và các buổi khiêu vũ. Đến năm 1811, Napoléon Bonaparte mua lại dinh thự này.
Tới thời kỳ Khôi phục, Louis XVIII cho thay đổi dinh thự Matignon. Tòa nhà được dành cho các tu sĩ. Cháu gái của Louis XVIII, công chúa Adélaïde khi thừa kế dinh thự cho các tu sĩ chuyển về phố Picpus, tòa nhà được đem cho thuê. Đến sống tiếp theo ở Matignon là đại tá Herman Thorn, một người gốc Mỹ giàu có. Herman Thorn đã chi một triệu franc để trang trí lại tòa nhà. Nhưng về sau, những biến động chính trị khiến Herman Thorn rời Paris trở về New York.
Sau đó, dinh thự đã được dự tính làm dinh tổng thống, nhưng Napoléon III lại chọn Điện Elysée. Đến thời Đệ nhị đế chế, Matignon được bán lại cho công tước Raffaele de Ferrari người Ý. Cùng với vợ là Maria de Brignole-Sale, Raffaele de Ferrari sở hữu một gia tài bậc nhất khi đó, được đồn đại nửa thành phố Genova thuộc về họ. Ngày 14 tháng 5 năm 1886, dinh thự Matignon là nơi tổ chức lễ cưới của công cua Amélie với hoàng tử Carlos I của Bồ Đào Nha, vị vua tương lai. 
Tới khi Maria de Brignole-Sale rời khỏi Paris, dinh thự được dùng làm đại sứ quán của Đế quốc Áo-Hung tại Pháp. Thế chiến thứ nhất nổi ra khiến quan hệ ngoại giao giữa hai nước cắt đứt, Matignon bị xếp vào "tài sản của kẻ thù". Tới ngày 21 tháng 11 năm 1922, Chính phủ Pháp mua lại dinh thự.

### Phủ Thủ tướng
Đã có những ý định biến dinh thự Matignon thành nhà bảo tàng, nhưng Tổng thống Gaston Doumergue quyết định lấy nơi đây là dinh thự của Chủ tịch Hội đồng Bộ trưởng. Matignon được sửa chữa lại và Pierre-Étienne Flandin chuyển về đây vào năm 1935.
Trong thời gian Thế chiến thứ hai, chính phủ Pháp chuyển về Vichy. Sau chiến tranh, Charles de Gaulle quay trở lại dinh thự Matignon. Matignon tiếp tục giữ chức năng dinh thự của Chủ tịch Hội đồng Bộ trưởng. Cho đến năm 1958, nền Đệ ngũ cộng hòa thành lập thì Matignon trở thành dinh Thủ tướng.

## Dinh Matignon

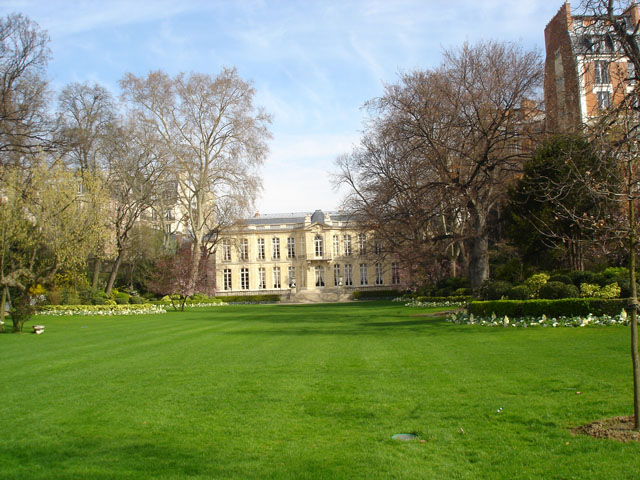
Khuôn viên

Dinh Matignon gồm bốn phòng khách ở tầng trệt: Galerie du Conseil, Salon Jaune - phòng khách vàng, Salon Bleu - phòng khách xanh, dành cho khách thượng hạng, Salon Rouge - phòng khách đỏ. Không gian làm việc của Thủ tướng nằm trên tầng hai: văn phòng, phòng họp, phòng ăn, phòng hút thuốc... Ngoài ra trong dinh thự Matignon cùng có cả các căn hộ dành riêng.
Dinh thự Matignon có một khuôn viện rộng 3 hecta, được kiến trúc sư cảnh quan Achille Duchêne thiết kế năm 1902. Đây là khu vườn tư nhân lớn nhất Paris. Khuôn viên pha trộn giữa cảnh quan của Pháp với phong cách vườn theo kiểu Anh. Có thể thấy ở đây nhiều loại thực vật khác nhau. Bắt đầu từ Raymond Barre, mỗi thủ tướng Pháp, trừ Jacques Chirac, khi đến dinh thự Matignon đều trồng một cây xanh.
- Raymond Barre: Cây thích
- Pierre Mauroy: Cây sồi
- Laurent Fabius: Cây sồi
- Michel Rocard: Cây copal
- Pierre Bérégovoy: Cây giồi Mỹ
- Edith Cresson: Cây bạch quả
- Édouard Balladur: Cây thích
- Alain Juppé: Cercidiphyllaceae
- Lionel Jospin: Cây du
- Jean-Pierre Raffarin: Ngân lũ mai
- Dominique de Villepin: Cây thích
- François Fillon: Cây thù du